# Monumento a Policarpa Salavarrieta
El monumento a Policarpa Salavarrieta está ubicado en el centro histórico de la ciudad de Bogotá D.C, barrio las Aguas, en la carrera 2 con calle 18. Los primeros bocetos del monumento fueron una obra realizada por el colombiano Dionisio Cortes en homenaje a Policarpa en 1910. Después de más de 80 años, por su estado de deterioro, fue reemplazada por una estatua a cargo del escultor peruano Gerardo Benítez Bolaños en el año 1996.

### Historia
El Monumento a Policarpa Salavarrieta Ríos fue inicialmente realizado por el artista chiquinquireño Dionisio Cortés a quien durante la celebración del primer centenario de la Independencia la junta de festejos del barrio de Las Aguas le encargó modelar una estatua de la mártir de la Independencia. Esta obra inicialmente fue vaciada en cemento e instalada en la antigua plaza del mismo barrio.
El autor original del monumento a Policarpa Salavarrieta fue el primer alumno colombiano de Sighinolfi. Se graduó como maestro en escultura en 1894 y quien para 1899 presentó en la Exposición de la Escuela de Bellas Artes en Bogotá, el primer boceto al monumento a Policarpa Salavarrieta.
La obra que presentó Cortés en la Exposición de 1899 de procedencia iconográfica de "La Pola" no fue muy precisa, dado que no era  posible tomar la referencia de sus rasgos faciales a la perfección. Dionisio se basó en la obra en óleo de José María Espinosa de 1855 para su escultura, la cual no se trató de una referencia como tal de "La Pola".

### Descripción
El monumento a Policarpa Salavarrieta fue fabricado en el año 1910. Fue realizado con una técnica de latón fundido en arena con molde corrido. El monumento cuenta con dos dimensiones, con y sin pedestal. Sin pedestal tiene una altura de 165 cm con 70 cm de ancho y una profundidad de 90 cm. Con pedestal tiene una altura de 450 cm con 360 cm de ancho y una profundidad de 390 cm.

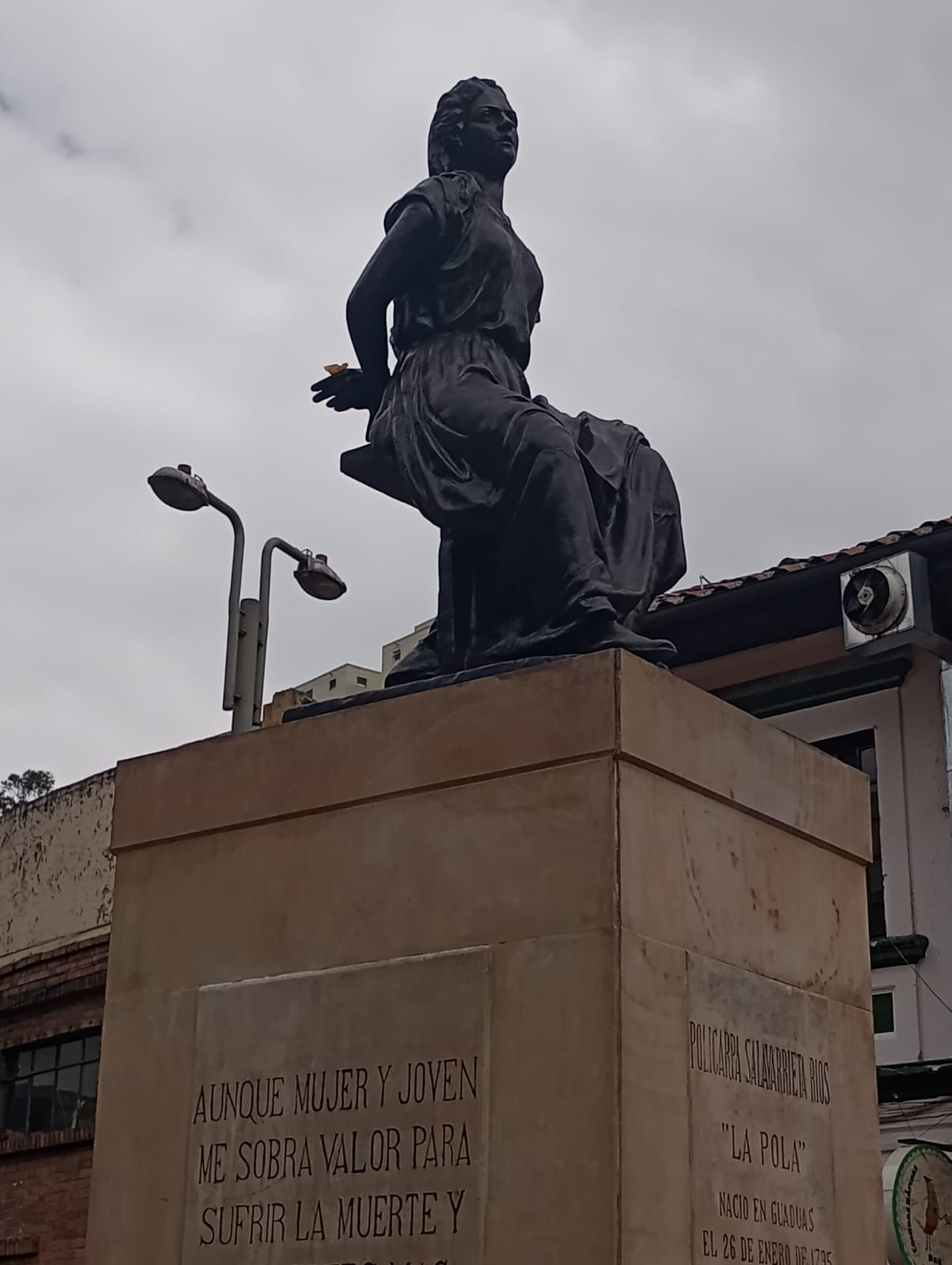

El monumento incluye un conjunto de tres gradas distribuidas en torno al pedestal las cuales están enchapadas en piedra arenisca de tono claro. Cuenta con una base de pedestal alto en forma rectangular-vertical blindado en piedra e incluye carteles de piedra en tres de sus costados en homenaje a Policarpa Salavarrieta.
Esta escultura metálica de bulto redondo es conmemorativa a un personaje mártir de la independencia colombiana. Representa una figura femenina joven, sedente y de cuerpo entero. Su cabeza esta ligeramente girada hacia su derecha, con una mirada frontal, cabello largo recogido hacia atrás y los brazos hacia la espalda con muñecas atadas. Está vestida con un camisón de mangas cortas, escote redondeado, ceñido a la cintura y ligeramente recogido sobre las rodillas. La escultura está soportada sobre una base cuadrada, dispuesta sobre un pedestal liso y rectangular de piedra donde tiene tres placas rectangulares en tres de sus caras.

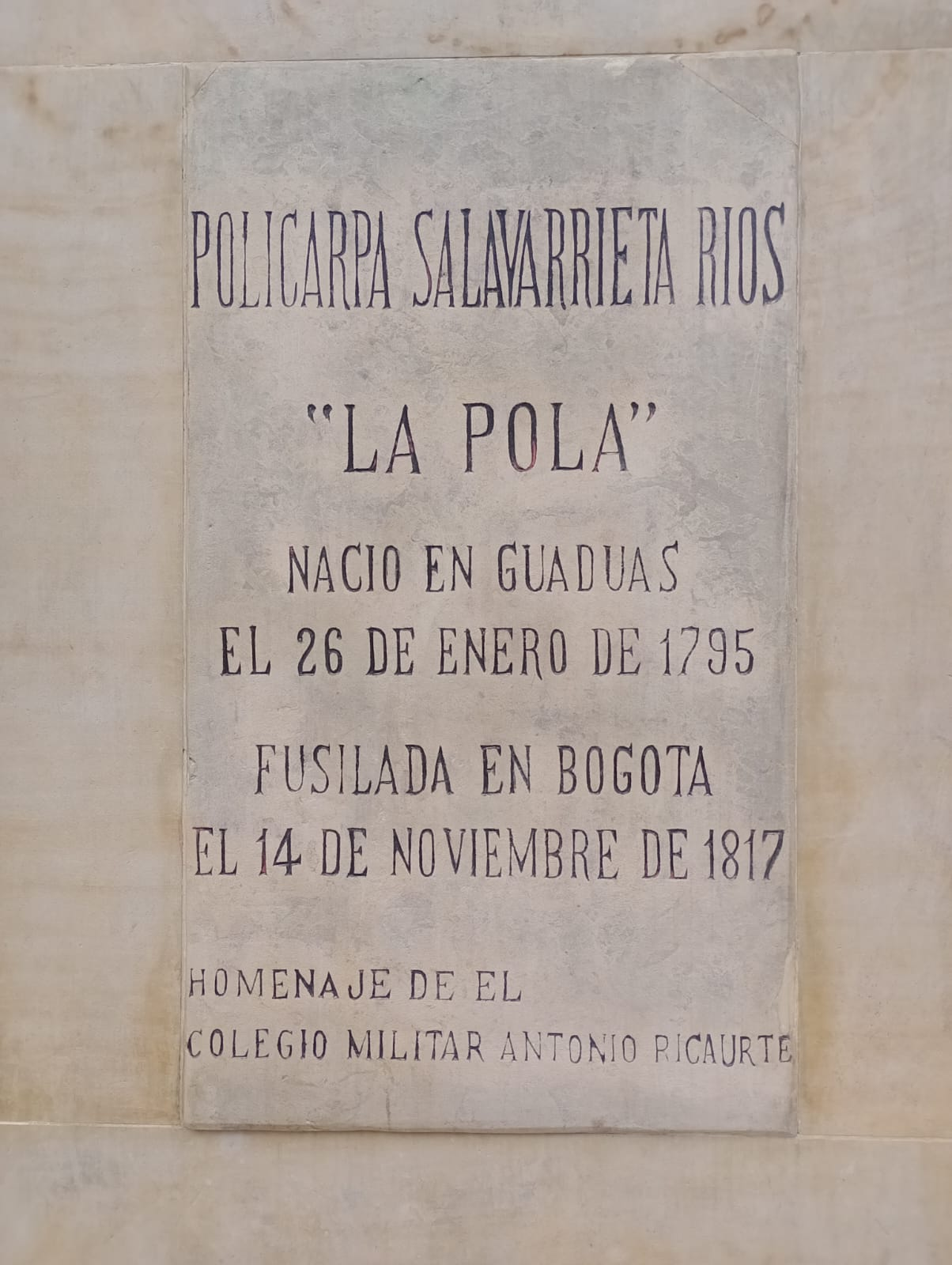

Inscripción de su cara frontal: LA POLA NACIO EN GUADUAS EL 26 DE ENERO DE 1795 FUSILADA EL 14 DE NOVIEMBRE DE 1817 HOMENAJE DEL COLEGIO MILITAR ANTONIO RICAURTE

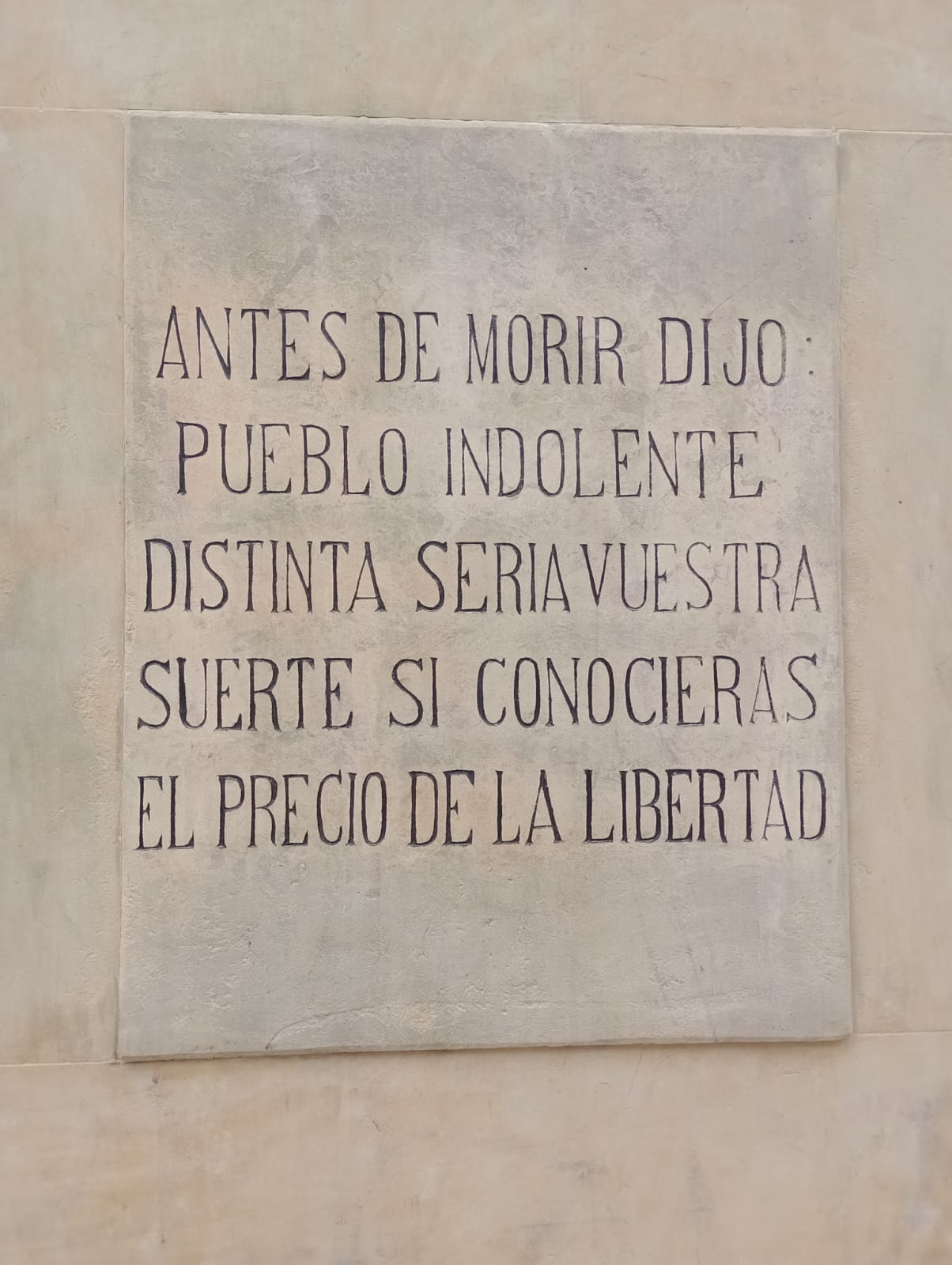

Inscripción de su cara derecha: ANTES DE MORIR DIJO: PUEBLO INDOLENTE DISTINTO SERIA VUESTRA SUERTE SI CONOCIERAS EL PRECIO DE LA LIBERTAD

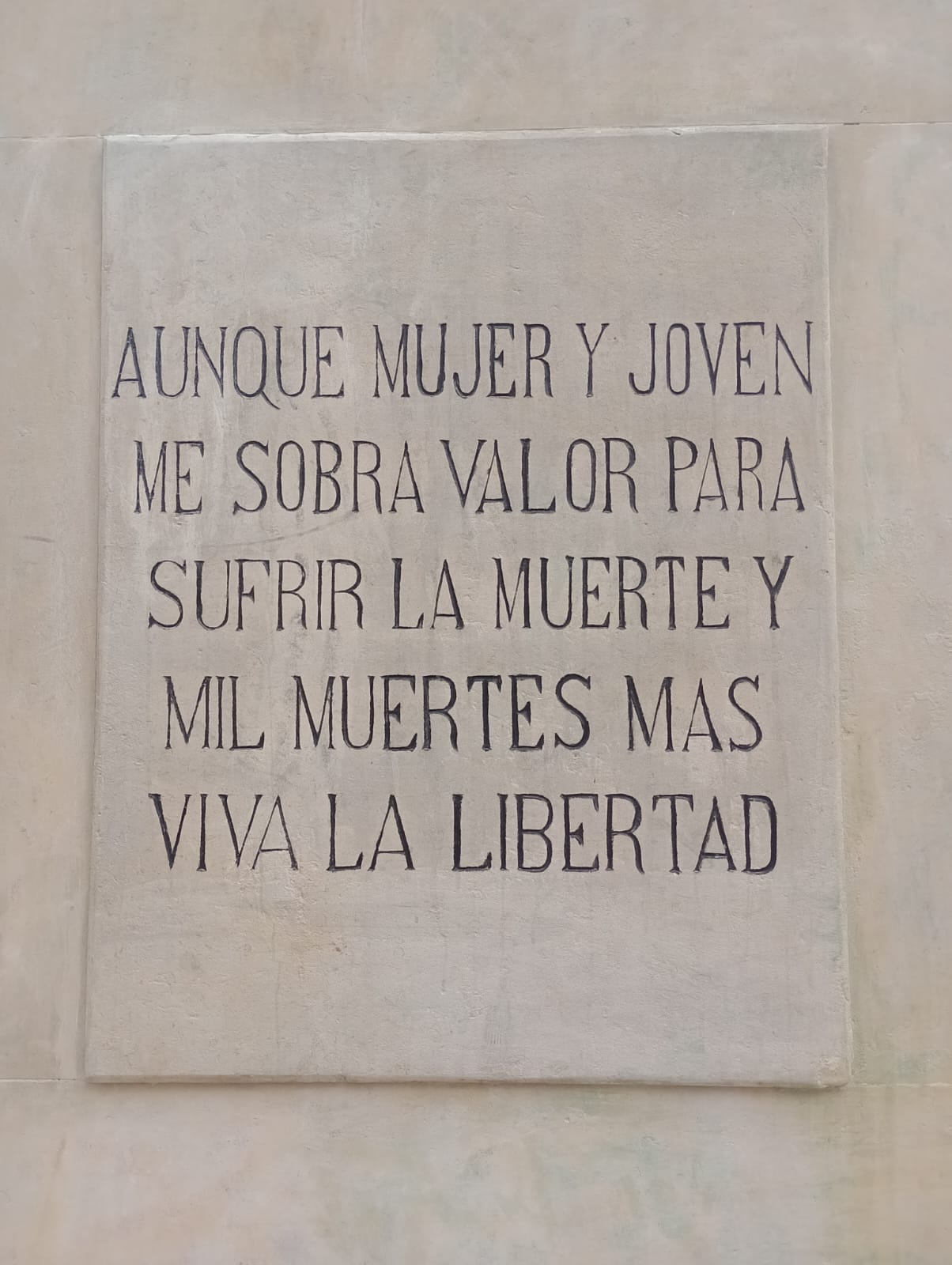

Inscripción de su cara izquierda: AUNQUE MUJER Y JOVEN ME SOBRA VALOR PARA SUFRIR LA MUERTE Y MIL MUERTES MAS VIVA LA LIBERTAD
La escultura que representa a Policarpa Salavarrieta se encuentra sentada en un banco con las manos atadas (símbolo de su condición de prisionera y sumisión) en alusión a su condena al fusilamiento en la plaza, acusada de traición al rey. Sus piernas abiertas testimonian un gesto erótico y fuertemente guerrero. La falda del vestido bajaba levemente hasta las rodillas, dejando intencionalmente ver sus pies descalzos y, con su mano izquierda que dejaba su hombro al descubierto, le da más dramatismo a su imagen. El personaje tiene la frente en alto, el rostro despejado, el cabello recogido hacia atrás y la mirada fija al frente, rasgos característicos de su personalidad y la fuerza de sus convicciones políticas que le permitieron a la heroína mantener una actitud serena y valiente frente a la muerte. De ella tiene un crucifijo colgado al cuello, como símbolo de su fe católica y como lema de ser alguien que está del lado del bien en oposición a sus verdugos. La escultura representa una imagen de gran sencillez visual en la que se destaca sobre todo el gesto, la actitud y la posición de una figura femenina, lo que contribuye a dar una lectura muy clara de la escena y del carácter del personaje sin necesidad de recurrir al uso de numerosos elementos iconográficos y decorativos.
La escultura, fue fundida en varias piezas ya que se pueden observar las uniones de la soldadura, en una fundición en arena con molde corrido. Dicha fundición consiste en tomar un negativo con molde en arena y cemento en una proporción de tres a uno, luego se retira en la escultura original, se cubre la parte del molde que corresponde al calco de la escultura en cemento con una capa de arcilla en 1 cm, se cierra, se llena el interior con arena y cemento dejando un espacio por medio de un tubo, para que de respiración al macho en momento de fundición.

### Traslado y restauración
Inicialmente fue elaborada por el colombiano Dionisio Cortés en 1910, pero, por su estado de deterioro, en 1969, fue reemplazada por bronce a cargo del peruano Gerardo Benítez Bolaños.

### Intervención
Se destacan los problemas estructurales presentes en el pedestal, producto del asentamiento natural del terreno y que se manifiestan en el desface de las piedras de enchape, la protección de la escultura a la acción directa y permanente de los rayos solares, el control de las acciones vandálicas y la presencia de más agentes que directa e indirectamente aportan al deterioro del monumento. Por lo anterior, la intervención fue dirigida a reducir el impacto y afectación visual del deterioro que se comience a presentar, de tal forma que sea posible recuperar la lectura general del monumento y su conservación.
La necesidad de conservar elementos presentes en la escultura y de acuerdo con las conclusiones del estudio de laboratorio " se comportan más como agentes de protección que como agentes de agresión" se determina, entonces, que el criterio para abordar la recuperación del monumento será, el de mínima intervención. De igual forma y consecuentes con los requerimientos exigidos por el Instituto de Desarrollo Urbano IDU, las acciones propuestas estarán dirigidas a garantizar el mantenimiento y conservación del monumento.